# Fays-la-Chapelle
Fays-la-Chapelle település Franciaországban, Aube megyében. Lakosainak száma 120 fő (2022. január 1.). Fays-la-Chapelle Crésantignes, Jeugny és Saint-Phal községekkel határos.

## Népesség
A település népessége az elmúlt években az alábbi módon változott:
| Lakosok száma | 173  | 146  | 133  | 151  | 137  | 133  | 130  | 126  | 129  | 120  |
|               | 1968 | 1982 | 1990 | 2006 | 2013 | 2015 | 2017 | 2019 | 2020 | 2022 |